# Comique

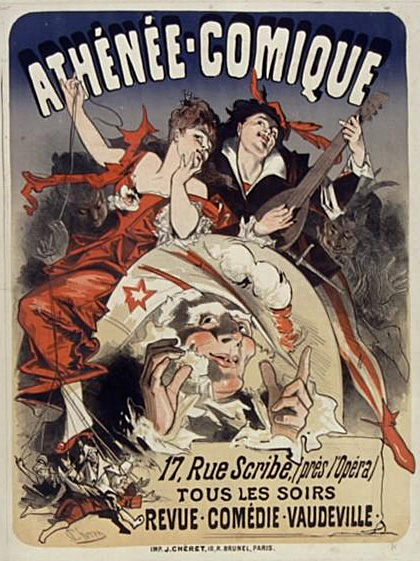
Affiche de L'Athénée-Comique, un théâtre parisien de revue, de comédie et de vaudeville, en 1876.

Le registre comique, ou en raccourci le comique, est un ensemble d'éléments — notamment la forme et les effets — propres à distraire et à amuser un public.
Au XVI
e siècle, le terme « comique » ne désigne pas prioritairement une œuvre amusante mais une œuvre traitant de sujets médiocres, mettant en scène des personnages n'étant ni des dieux, ni des nobles, ni des personnages fantastiques mais appartenant à la bourgeoisie ou au peuple. On parle alors d'histoire comique : en ce sens, il existe des comédies où le registre comique n'est guère perceptible (les comédies de Corneille, par exemple). Dans son sens contemporain, le mot comique se rapporte principalement à l'humour.
À l'opéra, un opéra-comique désigne un opéra dont certains passages sont parlés, dont les personnages principaux ne sont ni des dieux, ni des personnages fantastiques, ni des nobles. Par exemple, Carmen est un opéra-comique même si son intrigue n'a rien de la comédie. Un opéra humoristique est un opéra bouffe.

## Typologie
Au théâtre, plusieurs formes de comiques sont distinguées.

### Le comique de situation
Le comique réside dans la situation incongrue ou paradoxale. Il repose sur des quiproquos, des malentendus ou des conjonctions d'événements.
Le quiproquo correspond à un malentendu faisant prendre une personne pour une autre ou une chose pour une autre (littéralement, le mot signifie en latin « une chose pour une autre ») ; il consiste parfois en l'interaction de deux personnages : l'un se méprend sur ce dont l'autre parle.
Le sous-entendu complice correspond à la situation suivante : un personnage connaît et comprend les références utilisées par un autre, mais un troisième les ignore. Cette situation provoque le rire : on rit alors des réactions de celui qui n'est pas dans la confidence.

### Le comique de langage
Le comique réside dans les jeux de mots, les défauts de prononciation (bégaiement, zézaiement), les dialectes populaires, les images amusantes, le double sens.

### Le comique de gestes
Le comique réside dans les coups, les chutes, les grimaces, les mimiques.
Tous ces procédés comiques variaient d'une pièce à l'autre, d'un genre de pièce à l'autre. La farce utilisait plus volontiers le comique de gestes, la comédie de caractère et la comédie de mœurs usaient plus volontiers des comiques de situation ou de mots, l'une pour décrire le caractère, les défauts et les manies d'un personnage, l'autre pour critiquer de manière plus générale un groupe social ou les dysfonctionnements de la société. Le registre comique se rapproche parfois du registre satirique.
À l'époque de Molière, le comique de gestes était fort apprécié ; ce dramaturge et metteur en scène a cependant su faire évoluer le genre vers la grande comédie, utilisant de moins en moins ces procédés. Il écrivit des comédies de mœurs pour dénoncer certaines habitudes sociales. Il écrivit dans tous les genres (farce, comédie d'intrigue, comédie de mœurs, comédie de caractère, comédie-ballet, comédie héroïque) pour s'adresser à un plus large public.

### Le comique de répétition
Le comique de répétition peut tenir des trois formes de comiques : l'effet consiste à répéter plusieurs fois les mêmes mots, les mêmes gestes, ou la même situation. La répétition peut aussi porter sur la gestuelle dont l'aspect mécanique suscite le décalage comique. Bergson, philosophe du début du XXe siècle, définit ainsi le comique : « du mécanique plaqué sur du vivant ».

### Le comique de caractère
Certains personnages incarnent un type jusqu'à la caricature : ils sont possédés par une idée fixe, une monomanie qui les rend ridicules par son excès : ainsi Harpagon, dans l'Avare n'aime que son argent, Monsieur Jourdain est un riche bourgeois naïf qui veut avoir l'air d'un noble par un simple vernis superficiel constitué par le vêtement et des rudiments de culture. Le caractère comique s'observe également dans certains stéréotypes issus de la commedia dell'arte : le valet comique insolent, paresseux, gourmand et lâche qu'est Arlequin, que l'on peut retrouver au début de L'Île des esclaves de Marivaux dans ce rôle ou le barbon, vieillard amoureux ridicule et père autoritaire.

## Effets comiques selon Bergson
D'après Henri Bergson, dans Le Rire, il existe plusieurs procédés de comique, encore appelés effets comiques :

### «Le diable à ressort»
C'est lorsqu'une idée est exprimée, que notre interlocuteur la réprime, qu'on l'exprime de nouveau. C'est un flot de parole qui s'élance, qu'on arrête et qui repart toujours. Exemple : dans les Fourberies de Scapin de Molière où le personnage ne cesse de dire : « Que diable allait-il faire dans cette galère ? »

### «Le pantin à ficelles»
C'est une scène de comédie où un personnage croit parler et agir librement alors qu'il n'est qu'un simple jouet entre les mains d'un autre. Exemple : dans les Fourberies de Scapin de Molière, Géronte et Argante sont manipulés par Scapin: « C'est le ciel qui me les amène dans mes filets ».

### «L'effet boule de neige»
C'est une accumulation, un engrenage d'actions involontaires. Exemple : dans Don Quichotte, le mutelier frappe Sancho Panza, qui frappe sur Maritorne, sur laquelle tombe l'aubergiste.

### «La répétition»
La scène, la situation se déroule plusieurs fois. Exemple : dans L'École des femmes de Molière :
- 1er temps : Horace raconte à Arnolphe ce qu'il a imaginé pour tromper le tuteur d'Agnès, qui se trouve être Arnolphe lui-même ;
- 2e temps : Arnolphe croit avoir paré le coup ;
- 3e temps : Agnès fait tourner les précautions d'Arnolphe au profit d'Horace.

### «L'inversion»
C'est « l'arroseur arrosé » ou « le voleur volé ». Exemple : dans La Farce du cuvier, une femme exige de son mari qu'il fasse tous les travaux ménagers ; elle a consigné le détail sur une feuille. Mais elle tombe au fond d'une cuve et son mari refuse donc de l'aider car ce n'est pas répertorié sur sa feuille.